# Rain Spencer
Rain Spencer (* 21.02.2000) ist eine US-amerikanische Schauspielerin. Bekanntheit erlangte sie durch ihre preisgekröntes Spielfilmdebüt Good Girl Jane (2022).

## Leben und Karriere
Rain Spencer stammt aus Los Angeles und begann noch vor ihrem zehnten Lebensjahr für Theater- und Filmrollen vorzusprechen. In ihrer Heimatstadt war sie u. a. Mitglied verschiedener Comedy-Gruppen. Als Neunjährige wurde sie unter Hunderten von Kandidatinnen ausgewählt, die Hauptrolle in Tony Mitchells Kurzfilm The Girl (2010) zu übernehmen. In dem zum Teil animierten Werk ist Spencer als junges und optimistisches Mädchen zu sehen, das sich mit Erfolg für einen Gemeinschaftsgarten in ihrer tristen Heimatstadt einsetzt. The Girl wurde auf der Expo 2010 in Shanghai als Beitrag des US-amerikanischen Pavillons uraufgeführt.
Spencer besuchte die Grand Arts High School in Los Angeles. Dort wurde sie für eine Schulaufführung als Shelby in dem Theaterstück Steel Magnolias verpflichtet. Ein Jahr später war sie in zwei Folgen der US-amerikanischen Serie The Super Man zu sehen. Weitere Bühnenrollen übernahm Spencer am Thalian Theater in Wilmington (North Carolina). Dort war sie mit Hauptrollen in den Stücken Friday Night Fever und Peter Pan vertreten.
Den Durchbruch als Filmschauspielerin ebnete Spencer die Titelrolle in ihrem ersten Spielfilm Good Girl Jane (2022) von Sarah Elizabeth Mintz. Darin war sie als isolierte und naive High-School-Schülerin zu sehen, die durch die Bekanntschaft mit einem älteren Drogendealer (dargestellt von Patrick Gibson) in eine Parallelwelt aus Drogen und Sex abdriftet. Good Girl Jane wurde im Juni 2022 beim New Yorker Tribeca Film Festival als bester US-amerikanischer Beitrag ausgezeichnet. Viel Kritikerlob erhielt Spencer, die gleichzeitig mit dem Darstellerpreis der Festivalsektion ausgezeichnet wurde. Im selben Monat lief bei Amazon Prime Video die Serie Der Sommer, als ich schön wurde an, in der die Schauspielerin den wiederkehrenden Part der Taylor übernahm.

## Filmografie
- 2010: The Garden (Kurzfilm)
- 2017: The Super Man (Fernsehserie, 2 Folgen)
- 2022: Good Girl Jane
- 2022–2025: Der Sommer, als ich schön wurde (The Summer I Turned Pretty, Fernsehserie, 3 Staffeln)

## Auszeichnungen
- 2022: Tribeca Film Festival – Darstellerpreis in der Sektion US-amerikanischer Spielfilm (Good Girl Jane)